# منطقه کلان‌شهری پراویدنس
منطقه کلان‌شهری پراویدنس (به انگلیسی: Providence metropolitan area) یک منطقهٔ مسکونی در ایالات متحده آمریکا است که در رود آیلند واقع شده‌است. این منطقه سی و هشتمین منطقه کلان‌شهری در ایالات متحده آمریکا است.

## جمعیت
منطقه کلان‌شهری پراویدنس ۱٬۶۱۲٬۹۸۹ نفر جمعیت دارد.